# Llau de Josepet
La llau de Josepet és un barranc del terme de Castell de Mur, dins de l'antic terme de Mur.
Es forma al vessant sud-oest del Serrat de Cabicerans, des d'on davalla cap al sud-est, deixant al nord-est el Planell del Fenàs i, més endavant, els paratges de Ço de Jofré i el Tros del Cinto, fins que s'aboca en el Barranc de la Font de Borrell a ponent del Coscollar.